# Dustin Maldonado
Dustin Maldonado Antelo é um jogador Boliviano, Atualmente, defende o Blooming, da Bolivia.

## Carreira
Dustin é um Lateral-esquerdo extremamente habilidoso, conhecido por seus dribles prodigiosos.
O jogador foi promovido das categorias de base do Blooming e estreou entre os profissionais em 2009, sendo peça importante do elenco para a conquista do campeonato boliviano de futebol do mesmo ano.